# Olivier Guez

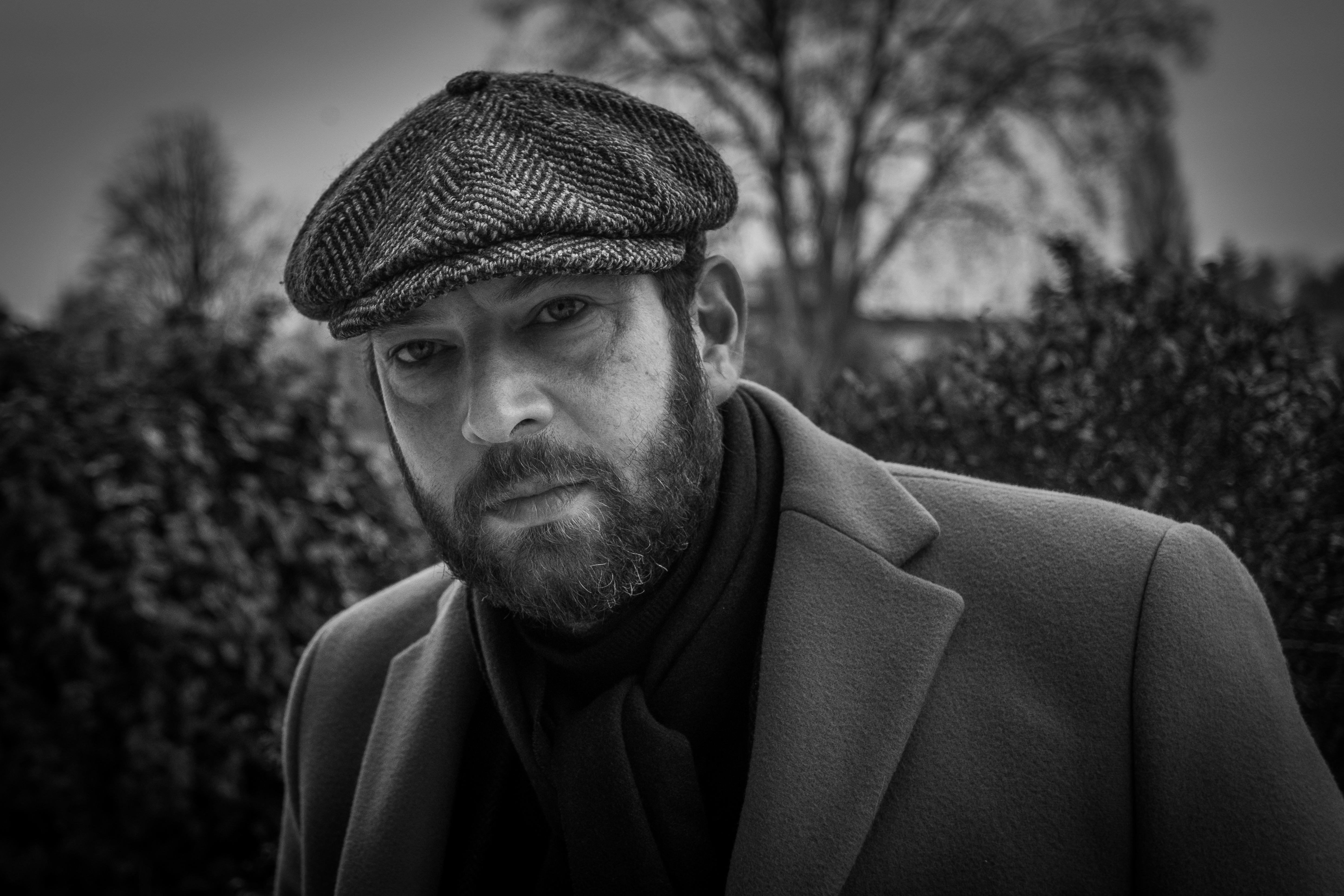
Olivier Guez (2017)

Olivier Guez (* 15. Juni 1974 in Straßburg, Frankreich) ist ein französischer Journalist und Schriftsteller.

## Leben
Guez studierte von 1992 bis 1996 am Straßburger Institut d’études politiques und schloss dort im Fach Internationale Beziehungen ab. 1996 und 1997 studierte er in diesem Fach an der London School of Economics und schloss parallel dazu ein Jurastudium als Fernstudium an der Universität Lille II und dem CNED ab. Am Collège d’Europe in Brügge legte er 1998 eine Masterprüfung im Fach Europäische Politik und Verwaltung ab. 1998 war er als Beobachter der Wahlen von der OSZE und dem französischen Außenministerium nach Bosnien-Herzegowina entsandt. Danach berichtete er für die französische Tageszeitung Libération
von Brüssel aus über Lateinamerika, Europa und den Nahen Osten.
Guez arbeitete von 2000 bis 2005 als Mitarbeiter für internationale Wirtschaftsfragen für La Tribune unter anderem über die Europäische Union und Erdölpolitik. Des Weiteren ist er seit dieser Zeit bei verschiedenen nationalen und internationalen Zeitungen und Zeitschriften tätig.
In den Jahren 2005 und 2006 lebte Guez im Rahmen einer European Journalist Fellowship mit einem Aufenthaltsstipendium des Senats der Stadt Berlin als Gast der Freien Universität Berlin in Berlin. Das französische Außenministerium entsandte ihn 2009 als Leiter einer Beobachtermission nach Afghanistan und Pakistan.
Seit 2009 lebt Guez in Paris und ist unter anderem als Kulturberichterstatter aus Frankreich für die Frankfurter Allgemeine Zeitung und die Frankfurter Allgemeine Sonntagszeitung tätig.

## Preise und Auszeichnungen
- 2007: Prix du meilleur livre d'histoire et de recherche juive für L'Impossible retour
- 2016: mit Lars Kraume: Deutscher Filmpreis für das beste Drehbuch: „Der Staat gegen Fritz Bauer“
- 2017: Prix Renaudot für La disparition de Josef Mengele[1]

## Veröffentlichungen
- mit Frédéric Encel: La grande alliance. De la Tchétchénie à l’Irak. Un nouvel ordre mondial. Flammarion, Paris 2003, ISBN 2-08-080096-5.
- L'Impossible retour. Une histoire des juifs en Allemagne depuis 1945. Flammarion, Paris 2007, ISBN 978-2-08-122478-0.
  - Die Heimkehr der Unerwünschten. Eine Geschichte der Juden in Deutschland nach 1945. Übersetzung Helmut Reuter. Piper, München 2011, ISBN 978-3-492-05262-7.
- mit Jean-Marc Gonin: La Chute du mur. Fayard, Paris 2009, ISBN 978-2-213-63312-1.
  - Die Mauer fällt. Ein Tatsachenroman. Übersetzung Helmut Reuter. Piper, München 2009, ISBN 978-3-492-05233-7.
- American Spleen. Flammarion, Paris 2012, ISBN 978-2-08-126952-1.
- Éloge de l’esquive. Éditions Grasset et Fasquelle, Paris 2014, ISBN 978-2-246-81189-3.
- Les révolutions de Jacques Koskas. Roman. Belford, Paris 2014, ISBN 978-2-7144-5792-9.
  - Koskas und die Wirren der Liebe. Übersetzung Nicola Denis. Aufbau, Berlin 2020, ISBN 978-3-351-03480-1.
- La disparition de Josef Mengele. Éditions Grasset et Fasquelle, Paris 2017, ISBN 978-2-246-85587-3.
  - Das Verschwinden des Josef Mengele. Übersetzung Nicola Denis. Aufbau, Berlin 2018, ISBN 978-3-351-03728-4.
- Une passion absurde et dévorante/Éloge de l'Esquive
  - Lob des Dribbelns : Über den Mythos des südamerikanischen Fußballs. Übersetzung Nicola Denis. Berlin : Aufbau, 2022